# Vlag van Xàtiva

Vlag van Xàtiva

De vlag van Xàtiva is de gemeentelijke vlag van de Spaanse gemeente Xàtiva. Het is een traditionele symbool dat de koninklijke standaard op een rode achtergrond vertegenwoordigt, toegekend door koning Peter IV van Aragón aan de stad in 1347.

## Geschiedenis
Xàtiva werd vanaf het begin van de herovering uitgeroepen tot koninklijke stad en had altijd een stem in de rechtbanken; ze stond aan de zijde van de koning tijdens de Oorlog van de Unie, terwijl ze zichzelf aan de royalistische kant positioneerde, waarmee koning Peter IV van Aragón in 1347 beloonde door haar tot stad uit te roepen en haar het voorrecht te verlenen de koninklijke vlag op rood te dragen achtergrond.
De oudste grafische weergave van het teken van Xàtiva bevindt zich op een barok altaarstuk van keramische panelen, gelegen aan de linkerkant van de gevel van het Casa Artigues (Botica Central) uit de 18e eeuw en op een paar meter van de klokkentoren van de Seu en waar u het beeld kunt zien van de vlag van Xàtiva die het kasteel van de stad voorzit.
De vlag is erg populair in de stad en hangt, afgezien van de officiële gebouwen, als één vlag zowel in een groot deel van de paleizen aan de Carrer Montcada of andere monumentale gebouwen in de stad als aan de uiteinden van het kasteel, zowel het hoofdkasteel en het kleine kasteel, waardoor ze overal in de stad zichtbaar zijn.

## Galerij

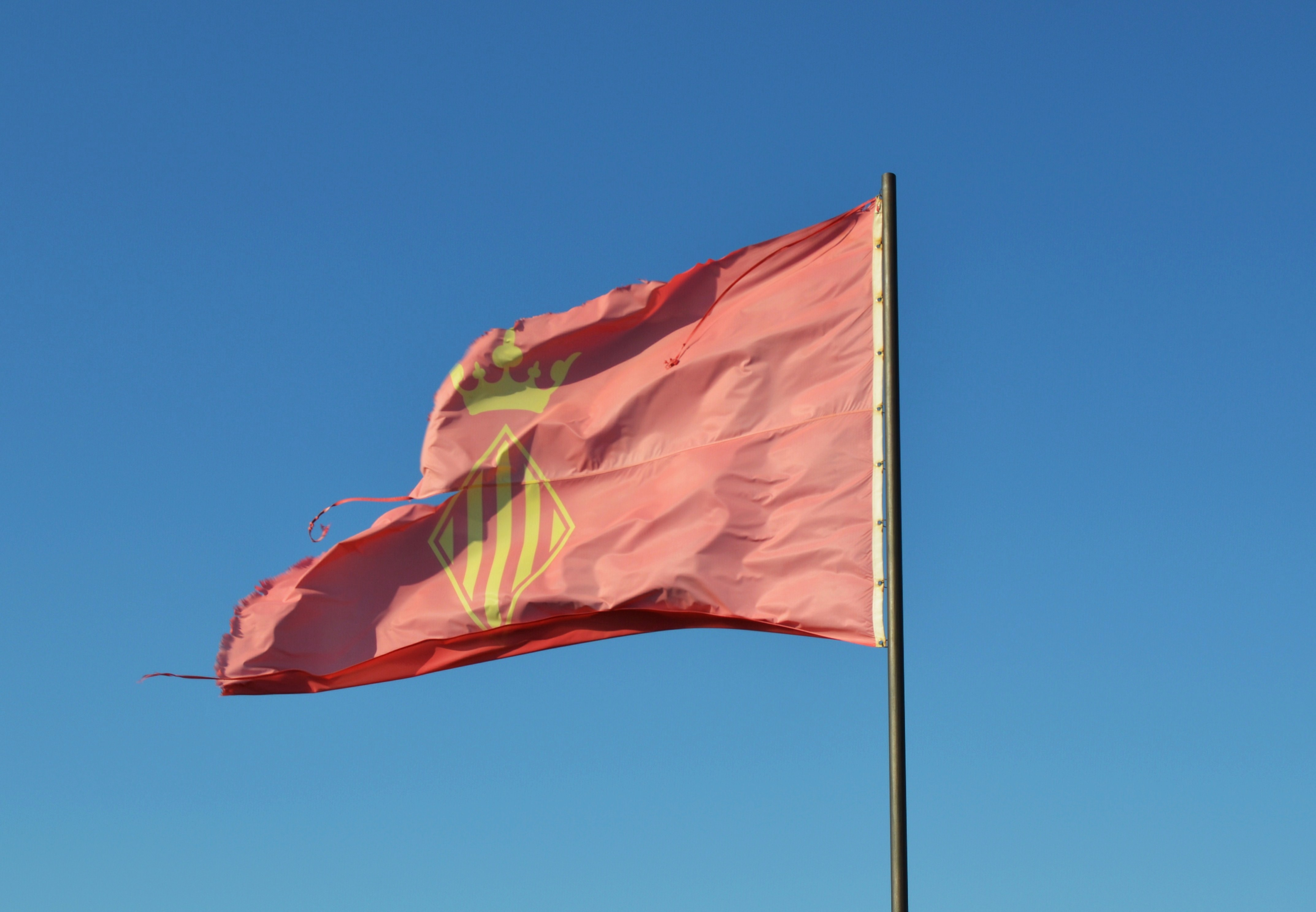
Vlag van Xàtiva in het kasteel.
Vlag van Xàtiva met donkerrode achtergrond.